# 싸이코 2
싸이코 2(Psycho II)는 미국에서 제작된 리처드 프랭클린 감독의 1983년 공포, 스릴러 영화이다. 안소니 퍼킨스 등이 주연으로 출연하였고 힐톤 A. 그린 등이 제작에 참여하였다.

## 줄거리
노먼 베이츠는 마리온 크레인의 여동생 라일라 루미스의 항의에도 불구하고 정신병원에서 풀려난다. 빌 레이몬드 박사의 조언을 무시하고, 그는 베이츠 모텔 뒤에 있는 자신의 옛 집으로 이사하여 식당에서 일하기 시작한다. 그곳의 웨이트리스인 메리 새뮤얼스는 남자친구 스캇의 집에서 쫓겨나고, 노먼은 그녀에게 자신의 집에서 머물 것을 제안한다. 그는 나중에 모텔의 새 관리자인 워렌 투미가 마약을 거래하고 있다는 것을 발견하고 그를 해고한다.
노먼의 사회 적응은 "어머니"로부터 전화와 쪽지를 받기 시작할 때까지 잘 진행되는 듯 보인다. 술에 취한 투미는 노먼과 싸움을 벌이고, 노먼은 그가 메시지를 남겼다고 의심한다. 검은 드레스를 입은 인물이 나중에 투미를 살해한다.
집에서 목소리를 들은 노먼은 어머니의 침실로 들어가는데, 22년 전과 똑같은 모습임을 발견한다. 소리에 이끌려 다락방으로 갔다가 갇힌다. 나중에 여자 형상이 지하실에 몰래 들어온 십대 조쉬와 질 앞에 나타나고, 조쉬는 살해당하고 질은 탈출한다. 다락방에서 메리는 노먼을 발견하고, 노먼은 그녀에게 어머니의 침실을 보여주지만, 침실은 다시 폐허 상태로 돌아와 있다. 메리가 자신을 발견했을 때 다락방 문이 잠겨 있지 않았다고 말했기 때문에 노먼은 자신이 조쉬를 죽였을지도 모른다고 두려워한다.
그날 저녁, 메리는 자신의 어머니인 라일라를 만난다. 두 사람은 전화와 쪽지를 보내고 있었다. 메리는 노먼을 다시 미치게 만들고 정신병원에 재수감시키기 위해 침실을 바꾸고 노먼을 다락방에 가두었다가 다시 원상태로 돌려놓았다. 그러나 노먼과의 우정이 깊어지면서 메리는 그가 더 이상 살인을 할 능력이 없다고 확신한다. 그녀는 집에 다른 사람이 있다고 의심하며, 조쉬가 죽었을 때 노먼이 다락방에 갇혀 있었다는 점을 지적한다.
레이몬드 박사는 메리가 라일라의 딸이라는 것을 발견하고 두 여성이 노먼을 괴롭히고 있을 것이라고 의심한다. 노먼은 입양 기록이 없음에도 불구하고 모든 것의 배후는 자신의 "진짜 어머니"라고 말하며 이를 믿지 않는다.
라일라가 지하실에서 "어머니" 의상을 꺼내는 동안, 그림자 형상이 그녀를 살해한다. 한편, 경찰은 투미의 시신을 발견한다. 메리는 노먼을 도망치게 설득하기 위해 집으로 달려간다. 노먼은 전화를 받고 "어머니"와 이야기하기 시작한다. 메리가 엿듣지만, 아무도 전화선에 연결되어 있지 않다. 노먼이 메리를 죽이라는 "어머니"의 명령에 대해 논쟁하는 동안, 메리는 노먼이 "전화를 끊게" 만들기 위해 어머니 옷을 입는다. 레이몬드 박사가 그녀를 붙잡고 노먼을 미치게 만들려는 현장을 잡았다고 생각하고, 메리는 실수로 칼로 그를 죽인다.
노먼이 레이몬드 박사의 시신 위에 서 있는 "어머니"를 보자 그의 정신이 붕괴하고, 메리에게 다가간다. 과일 저장고로 뒷걸음질 치던 그녀는 라일라의 시신에 걸려 넘어진다. 노먼이 책임이 있다고 가정하고, 메리는 그를 죽이기 위해 칼을 들지만, 들어오던 경찰에게 총에 맞아 사망한다. 메리와 라일라 사이의 엿들은 다툼, 메리의 노먼 살해 시도, 그리고 그녀가 노먼의 어머니로 옷을 입은 점을 고려하여, 경찰은 메리가 모든 살인을 저질렀다고 잘못 판단한다.
나중에 또 다른 웨이트리스인 엠마 스풀이 노먼을 찾아와 자신이 그의 생모라고 밝힌다. 베이츠 부인은 그녀의 여동생이었고 엠마가 요양원에 있는 동안 노먼을 입양했다. 엠마는 아들을 해치려던 사람들을 모두 죽인 진짜 살인자였다. 이에 노먼은 그녀를 죽이고 시신을 어머니의 방으로 옮긴다. 그는 "어머니" 인격이 다시 그의 마음을 지배하면서 그녀의 목소리로 혼잣말을 하기 시작한다.

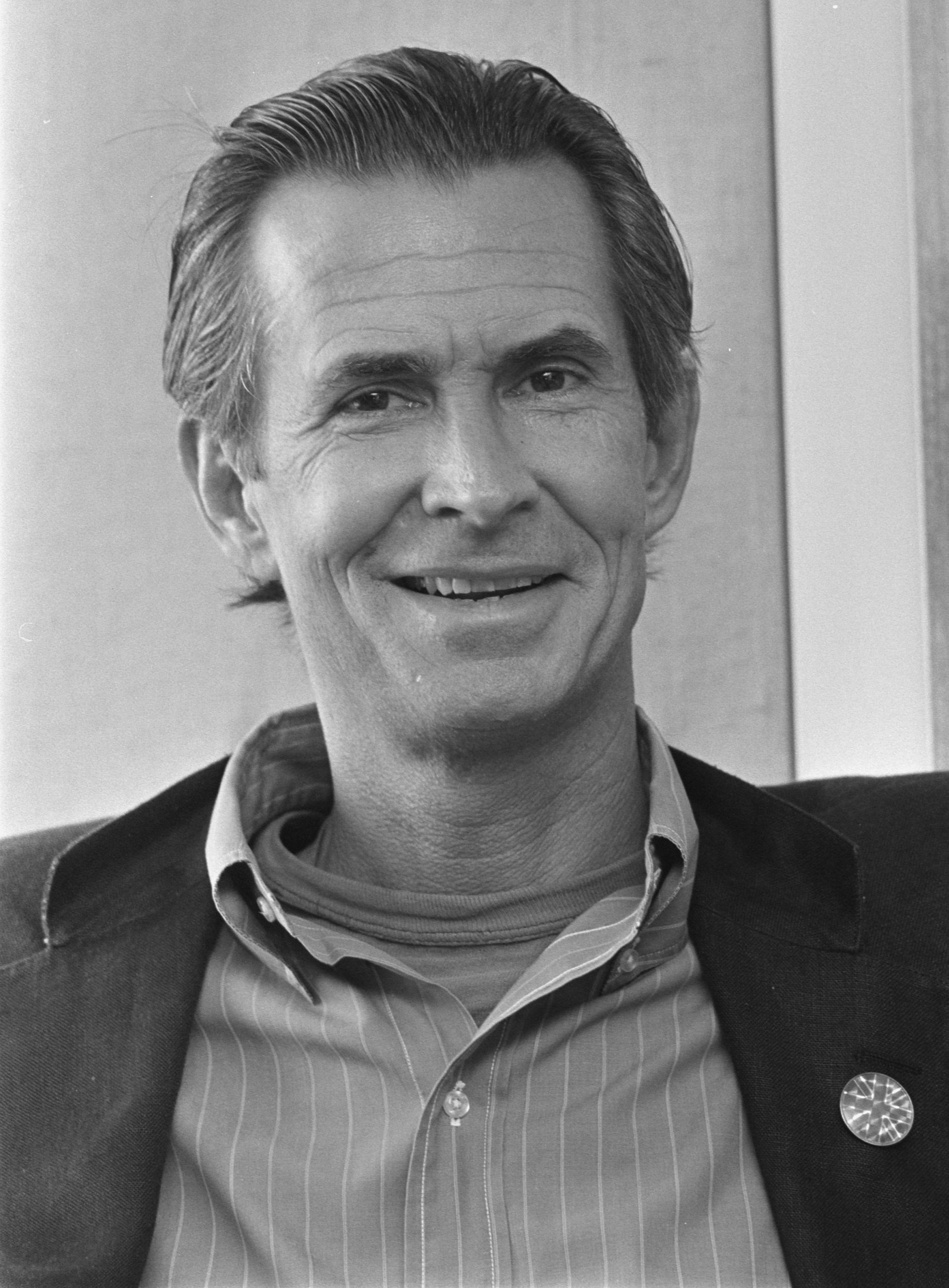
1983년의 앤서니 퍼킨스

## 출연

### 주연
- 안소니 퍼킨스
- 베라 마일즈
- 로버트 로지아
- 멕 틸리

### 조연
- 데니스 프랜즈
- 휴 길린
- 로버트 앨런 브로운

## 제작진
- 미술: 존 W. 코소
- 특수효과: 앨버트 위트록